# لوئیزبورگ (ویسکانسین)
لوئیزبورگ (به انگلیسی: Louisburg) یک منطقهٔ مسکونی در ایالات متحده آمریکا است که در شهرستان گرنت، ویسکانسین واقع شده‌است.